# Tuzinka acuta
Tuzinka acuta är en insektsart som beskrevs av Irena Dworakowska och Chandrasekhara A. Viraktamath 1979. Tuzinka acuta ingår i släktet Tuzinka och familjen dvärgstritar. Inga underarter finns listade i Catalogue of Life.